# Iugoslávia nos Jogos Olímpicos de Verão de 1928

Atletas do Reino dos Sérvios, Croatas e Eslovenos competiram nos Jogos Olímpicos de Verão de 1928 em Amsterdã, Holanda. 34 competidores, todos homens, participaram de 21 eventos em 6 esportes.
De 1918 a 1929, o nome oficial do país era Reino dos Sérvios, Croatas e Eslovenos, mas o termo Iugoslávia (literalmente "Terra dos Eslavos do Sul") era o seu nome coloquial devido às suas origens.

## Medalhistas
| Medalha           | Nome | Esporte   | Evento                          |
| ----------------- | --- | --------- | ------------------------------- |
| Medalha de ouro   | Leon Štukelj | Ginástica | Argola                          |
| Medalha de prata  | Josip Primožič | Ginástica | Barras paralelas                |
| Medalha de bronze | Leon Štukelj | Ginástica | Individual geral masculino      |
| Medalha de bronze | Stane Derganc | Ginástica | Salto sobre o cavalo invertido  |
| Medalha de bronze | Eduard Antonijevič Dragutin Cioti Stane Derganc Boris Gregorka Anton Malej Ivan Porenta Josip Primožič Leon Štukelj | Ginástica | Exercícios combinado por equipe |

## Esgrima
Dois esgrimistas, ambos homens, representaram a Iugoslávia em 1928.
Florete masculino
- Ðuro Freund

Sabre masculino
- Franjo Fröhlich

## Ligações Externas
- Official Olympic Reports
- International Olympic Committee results database
- Serbian Olympic Committee